# Elsa Jacquemot
Elsa Jacquemot (ur. 3 maja 2003) – francuska tenisistka, zwyciężczyni juniorskiego French Open 2020 w grze pojedynczej.

## Kariera tenisowa
W 2020 roku zadebiutowała w imprezie wielkoszlemowej podczas turnieju French Open. W grze pojedynczej odpadła w pierwszej rundzie po porażce z Renatą Zarazúą. Wystąpiła również w rozgrywkach deblowych, w których startując w parze z Elixane Lechemią odpadła w pierwszej rundzie.
Podczas tego samego turnieju zwyciężyła w zawodach juniorskich, pokonując w finale Alinę Czarajewą.
Na swoim koncie ma wygrane dwa turnieje singlowe rangi ITF. Najwyżej w rankingu WTA była sklasyfikowana na 95. miejscu w singlu (14 lipca 2025) oraz 325. w deblu (19 września 2022).

## Finały turniejów WTA 125
| Legenda                   | Legenda |
| ------------------------- | ------- |
| Wielki Szlem              |         |
| Igrzyska olimpijskie      |         |
| WTA Tour Championships    |         |
| od 2021                   |         |
| WTA 1000 (obowiązkowe)    |         |
| WTA 1000 (nieobowiązkowe) |         |
| WTA 500                   |         |
| WTA 250                   |         |
| WTA 125                   |         |

### Gra pojedyncza 1 (0–1)
| Końcowy wynik | Nr | Data            | Turniej | Nawierzchnia  | Przeciwniczka  | Wynik finału  |
| ------------- | -- | --------------- | ------- | ------------- | -------------- | ------------- |
| Finalistka    | 1. | 17 grudnia 2023 | Limoges | Twarda (hala) | Cristina Bucșa | 6:2, 1:6, 2:6 |

### Gra podwójna 1 (1–0)
| Końcowy wynik | Nr | Data            | Turniej | Nawierzchnia  | Partnerka       | Przeciwniczki                       | Wynik finału |
| ------------- | -- | --------------- | ------- | ------------- | --------------- | ----------------------------------- | ------------ |
| Zwyciężczyni  | 1. | 15 grudnia 2024 | Limoges | Twarda (hala) | Margaux Rouvroy | Erika Andriejewa Séléna Janicijevic | 6:4, 6:3     |

## Finały turniejów rangi ITF
| turnieje z pulą nagród 100 000 $ (W100) |
| turnieje z pulą nagród 80 000 $ (W80)   |
| turnieje z pulą nagród 60 000 $ (W75)   |
| turnieje z pulą nagród 40 000 $ (W50)   |
| turnieje z pulą nagród 25 000 $ (W35)   |
| turnieje z pulą nagród 15 000 $ (W15)   |

### Gra pojedyncza 5 (2–3)
| Rezultat     |    | Data       | Turniej             | ($)     | Naw.          | Przeciwniczka        | Wynik            |
| Finalistka   | 1. | 27/06/2021 | Périgueux           | 25 000  | Ceglana       | Diane Parry          | 3:6, 1:6         |
| Finalistka   | 2. | 06/02/2022 | Manacor             | 25 000  | Twarda        | Andrea Lázaro García | 6:2, 6:7(2), 1:6 |
| Zwyciężczyni | 1. | 11/12/2022 | Dubaj               | 100 000 | Twarda        | Magdalena Fręch      | 7:5, 6:2         |
| Finalistka   | 3. | 02/02/2025 | Andrézieux-Bouthéon | 60 000  | Twarda (hala) | Manon Léonard        | 6:1, 3:6, 4:6    |
| Zwyciężczyni | 2. | 09/02/2025 | Leszno              | 60 000  | Twarda (hala) | Gao Xinyu            | 6:4, 6:1         |

### Gra podwójna 1 (0–1)
| Rezultat   |    | Data       | Turniej | ($)      | Naw.           | Partnerka                   | Przeciwniczki                       | Wynik    |
| Finalistka | 1. | 13/03/2021 | Amiens  | 15 000+H | Ceglana (hala) | Victoria Jiménez Kasintseva | Seone Mendez María Portillo Ramírez | 4:6, 3:6 |

## Finały juniorskich turniejów wielkoszlemowych

### Gra pojedyncza (1)
| Końcowy wynik | Rok  | Turniej     | Nawierzchnia | Przeciwniczka   | Wynik finału  |
| Zwyciężczyni  | 2020 | French Open | Ceglana      | Alina Czarajewa | 4:6, 6:4, 6:2 |